# Karangklesem (Purwokerto Selatan)
Karangklesem is een bestuurslaag in het regentschap Banyumas van de provincie Midden-Java, Indonesië. Karangklesem telt 12.853 inwoners (volkstelling 2010).